# Antonietta Mazzone
Antonietta Mazzone, in religione Cecilia della Trinità (Caltanissetta, 19 settembre 1878 – Caltanissetta, 20 settembre 1941), è stata una religiosa italiana.

## Biografia
Figlia terzogenita dell'imprenditore Carlo Mazzone (1847 - 1906) e di Felicita Martini (1854 - 1924) entrambi piemontesi. Nel 1916 fu avvicinata dalla marchesa Maria Cristina Giustiniani Bandini, per fondare l'Unione delle Donne Cattoliche Italiane (UDACI), poi Unione Femminile Cattolica, cui collaborò attivamente per 22 anni. Diventò la direttrice della Gioventù Femminile, di cui fu eletta presidente diocesana e poi nel 1921 delegata regionale. Nel 1928 in accordo con il Vescovo Mons. Giovanni Jacono scelse la clausura, con il nome di Cecilia della Trinità. Clausura che svolse sempre in una spoglia stanza dell'Albergo di famiglia, da cui non uscì mai fino alla morte. Nel suo testamento volle che il palazzo ed albergo di famiglia noto in città come Hotel Mazzone, prestigioso ed ampio edificio da lei diretto dalla morte della madre, diventasse casa di riposo per anziani.